# Hastings Lionel Ismay
Pour les articles homonymes, voir Hastings et Ismay.
Hastings Lionel Ismay, est un général, diplomate et homme politique britannique, proche de Winston Churchill. Il est né en 1887 à Naini Tal (Indes) et est décédé en 1965, à Wormington Grange, dans le Worcestershire.

## Biographie

### Carrière militaire
Après ses études à l'Académie royale militaire de Sandhurst, la plus grande partie de la carrière militaire de Lord Ismay dans les forces armées britanniques qui débuta en 1905 s'est déroulée dans les colonies britanniques au sein de l'Armée de l'Inde en Inde britannique et au Somaliland. 
Entre 1933 et 1940, il occupa diverses fonctions au War Office.
Pendant toute la durée de la Seconde Guerre mondiale, il fut l'intermédiaire permanent entre le Premier ministre Sir Winston Churchill et le commandement.

### Carrière politique
En janvier 1947, il reçoit le titre de baron Ismay, de Wormington dans le comté de Gloucester.
Ministre du Commonwealth dans le cabinet conservateur en 1951, ses connaissances autant politiques que militaires firent de lui le premier secrétaire général de l'OTAN entre 1952 et 1957.

## Citation
De Hastings Lionel Ismay :
- « Garder les Américains à l'intérieur, les Russes à l'extérieur et les Allemands sous tutelle[1] », pour décrire les objectifs de l'OTAN dans les années 1950.

## Honneurs et distinctions
- Pair du Royaume-Uni
- Ordre des compagnons d'honneur
- Chevalier de la Jarretière
- Chevalier grand-croix de l'ordre du Bain
- Ordre du Service distingué